# Aéroport de Tuktoyaktuk-James Gruben
L'aéroport de Tuktoyaktuk-James Gruben est un aéroport situé dans les Territoires du Nord-Ouest, au Canada.

## Présentation
L'aéroport de Tuktoyaktuk-James Gruben dessert notamment le site canadien des Pingos, 5 km à l'ouest.